# Gymnopleurus coerulescens
Gymnopleurus coerulescens är en skalbaggsart som beskrevs av Olivier 1789. Gymnopleurus coerulescens ingår i släktet Gymnopleurus och familjen bladhorningar. Inga underarter finns listade i Catalogue of Life.